# Henry Martyn Robert

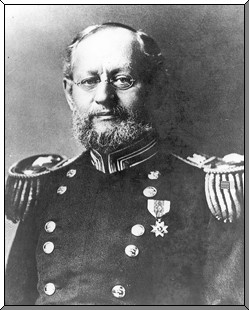
Henry Martyn Robert

Henry Martyn Robert (* 2. Mai 1837 in Robertville, Jasper County, South Carolina; † 11. Mai 1923 in Hornell, Steuben County, New York) war ein Brigadegeneral der United States Army. Er war unter anderem Kommandeur des United States Army Corps of Engineers (COE) und Verfasser der Abhandlung Robert’s Rules of Order.
Henry Robert war ein Sohn von Joseph Thomas Robert und dessen Frau Adeline Elizabeth Lawton. Der Vater war Geistlicher einer Baptistengemeinde und entschiedener Gegner der Sklaverei. Henry wurde auf der Plantage seines Großvaters in South Carolina geboren. Viele seiner Verwandten waren Anhänger der politischen Ideen der Südstaaten und Befürworter der Sklaverei. Henrys Vater dagegen war ein ausgesprochener Gegner dieser Institution des Südens und zog daher im Jahr 1851 mit seiner Familie nach Ohio, wo er sich für die Abschaffung der Sklaverei einsetzte.
In den Jahren 1853 bis 1857 durchlief Henry Robert die United States Military Academy in West Point. Nach seiner Graduation wurde er als Leutnant den Pionieren (Engineers) zugeteilt. In der Armee durchlief er anschließend alle Offiziersränge vom Leutnant bis zum Brigadegeneral.
Kurze Zeit nach seinem Abschluss an der Akademie in West Point wurde Robert als Pionier im Schweinekonflikt eingesetzt. Dabei ging es um einen Grenzkonflikt zwischen dem amerikanischen Washington-Territorium und dem nördlich gelegenen britischen Kanada bzw. der Vancouver-Kolonie. Robert war dabei als Pionier auf der Insel San Juan Island am Eingang der Meeresbucht Puget Sound tätig.
Während des Amerikanischen Bürgerkriegs verblieb er auf der Seite der Nordstaaten. Dabei war er mit dem Ausbau der Verteidigungsanlagen unter anderem von Washington, D.C., Philadelphia und einigen Häfen in Neuengland befasst. In den Jahren nach dem Krieg war er in fast allen Landesteilen der Vereinigten Staaten als Pionieroffizier tätig. Dabei gehörten der Hochwasserschutz, der Ausbau von Hafenanlagen, deren militärische Verteidigung, Flussregulierungen, sowie der Bau von Schleusen und Stauwerken, Kanälen und Leuchttürmen zu seinem Aufgabenbereich. Von 1897 bis 1901 kommandierte er die Southwest Division des COE. Von Ende April bis Anfang Mai 1901 leitete er als Brigadegeneral für wenige Tage das gesamte COE. Anschließend ging er in den Ruhestand.
Neben seiner militärischen Tätigkeit erlangte Robert auch Bekanntheit als Verfasser der politischen Schrift Robert’s Rules of Order, die erstmals im Jahr 1876 veröffentlicht wurde. Das Buch wird bis heute mit Überarbeitungen herausgegeben. Die 12. und bisher letzte Auflage erschien im Jahr 2020. Das Werk wurde zum am weitesten verbreiteten Geschäftsordnungs-Handbuch in den Vereinigten Staaten. Im Jahr 1881 veröffentlichte er zudem das Werk The Water-Jet as an Aid to Engineering Construction.
Henry Robert starb am 11. Mai 1923 in Hornell im Bundesstaat New York und wurde auf dem amerikanischen Nationalfriedhof Arlington beigesetzt.